# كيشا براون
كيشا براون (بالإنجليزية: Kiesha Brown)‏ مواليد 13 يناير 1979 في أتلانتا، هي لاعبة كرة سلة أمريكية. بدأت مسيرتها الاحترافية في سنة 2002. اعتزلت اللعب في 2010.

## المسيرة الاحترافية
لعبت مع واشنطن ميستيكس من سنة 2002 إلى 2005، ثم لعبت مع هيوستن كومتز في سنة 2005، ثم لعبت مع نيويورك ليبرتي في سنة 2006، ثم لعبت مع مينيسوتا لينكس في سنة 2007، ثم لعبت مع لوس أنجلوس سباركس في موسم 2007–2008، ثم لعبت مع كونيتيكت صن في سنة 2009، ثم لعبت مع تلسا شوك في سنة 2010.

## روابط خارجية
- كيشا براون على موقع الاتحاد الوطني لكرة السلة النسائية (الإنجليزية)
- كيشا براون على موقع كرة السلة الأوروبية.كوم (الإنجليزية)
- كيشا براون على موقع كلية كرة السلة في سبورتس رفرنس.كوم (الإنجليزية)
- كيشا براون على موقع بروبوليرز (الإنجليزية)
- كيشا براون على موقع سبورتس رفرنس (الإنجليزية)